# Cessapalombo
Cessapalombo (anticamente Cesapalumbi o Cesapalumbum, Cessapalùmmu in dialetto maceratese) è un comune italiano di 430 abitanti della provincia di Macerata nelle Marche.

## Storia
Il 22 marzo 1944 la frazione di Montalto fu teatro della fucilazione di 32 giovani partigiani da parte dei nazifascisti, nell'evento tristemente noto come l'eccidio di Montalto. Un modesto monumento ricorda questo episodio non molto conosciuto.

### Onorificenze
Cessapalombo è tra le città decorate al valor militare per la guerra di liberazione, insignito della croce di guerra al valor militare per i sacrifici delle sue popolazioni e per l'attività nella lotta partigiana durante la seconda guerra mondiale:

## Monumenti e luoghi d'interesse

### Architetture religiose
- Chiesa di San Benedetto - conserva un affresco del De Magistris [7]
- Grotta dei Frati - che prende nome dai frati benedettini che vi si stabilirono intorno all'anno 1000 costruendo il loro convento [7]
- Abbazia di Santa Maria in Insula (oggi San Salvatore)[8] - nella frazione Monastero, con cripta a tre navate [7]
- Chiesa di Sant'Andrea dove è custodita la Statua lignea della Madonna dell'Impollata
- Chiesa di Santa Maria Ausiliatrice - nella frazione Villa. Conserva un affresco del '400 [7]

### Architetture militari
- Castello di Montalto[9][10] - nell'omonima località [7]
- Rocca di Col di Pietra[11][12]

### Siti naturalistici
- Gola del Fiastrone
- Lame Rosse

## Società

### Evoluzione demografica
Abitanti censiti

## Geografia antropica

### Frazioni

#### Montalto

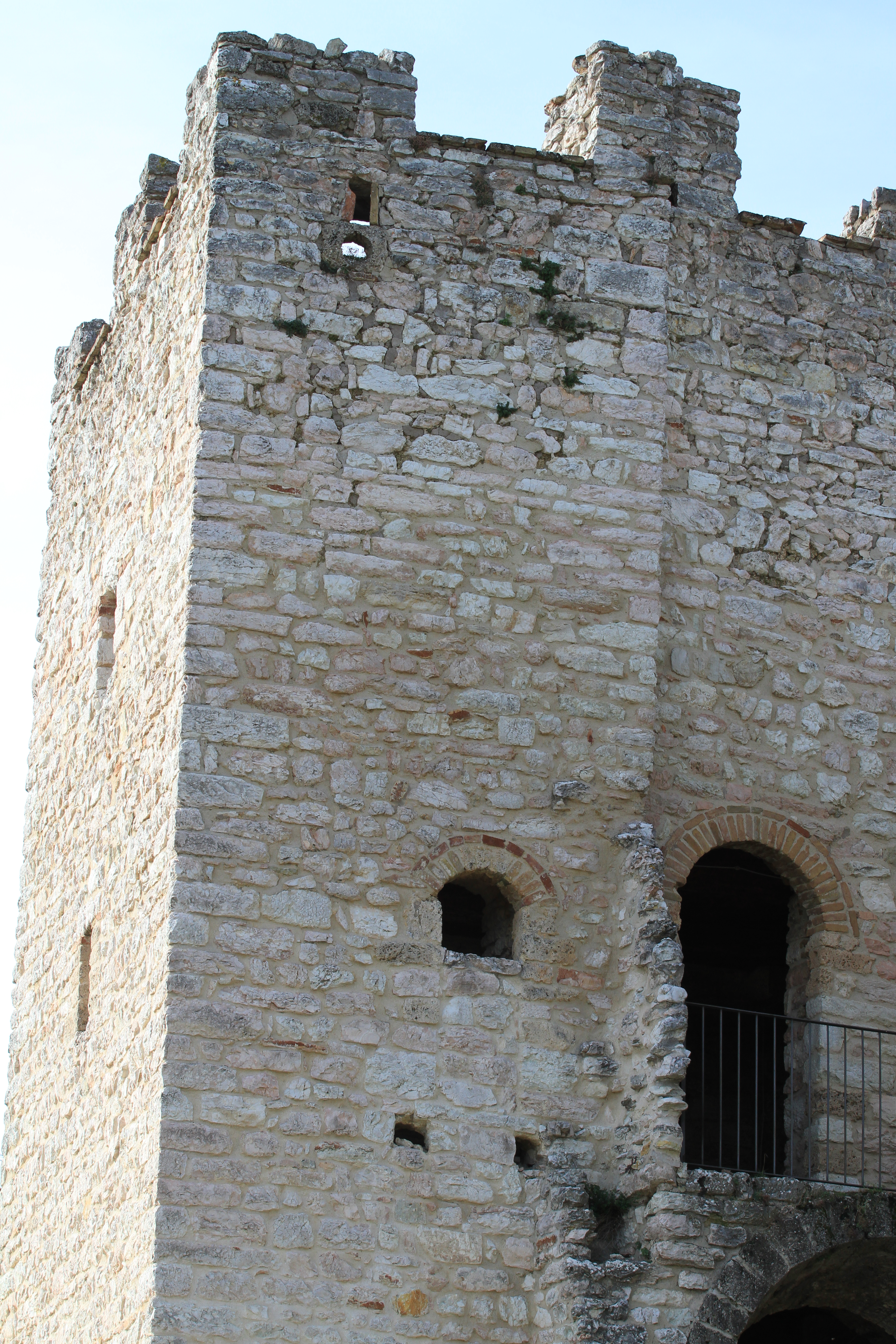
Montalto, particolare della torre sul muro di cinta verso Sud

Anticamente: Montaltum, Montealtum, Montis Alti. Le prime notizie del territorio di Montalto si hanno nel Chronicon Casauriense o Liber instrumentorum seu chronicorum monasterii Casauriensis conservato in originale presso la Biblioteca Nazionale di Parigi. In un diploma del 23 dicembre 967, Ottone I di Sassonia "Otto Imperator" conferma all'abate Adamo "Adam abbs" della Abbazia di San Clemente a Casauria il possesso delle 22 curtes benedettine esistenti nel territorio di Camerino fra cui Monte Alto.
Con privilegio del Cardinale Sinibaldo dei Fieschi rettore della Marca (poi Papa Innocenzo IV) in data 27 gennaio 1240 il territorio di Montalto veniva annesso alla giurisdizione del comune di Camerino. Tale concessione rafforzava l'appoggio militare di Camerino al papato contro le mire espansionistiche di Federico II.
Nella Descriptio Marchiae Anconitanae, fatta redigere dal Vicario Pontificio Cardinale Egidio Albornoz, datata 1356 (pontificato di Papa Innocenzo VI) fra castra et ville vieve citato Montisalti. Con il termine il castrum si indica un borgo fortificato ma anche una semplice rocca con funzioni militari, la villa, invece, sta ad indicare un piccolissimo villaggio. In un documento risalente al 1432 che elenca le 16 chiese dipendenti dalla pieve di Faveria compare la Ecclesia sancti Benedicti de Monte Alto.
Anticamente faceva capo al Terziere chiamato Sossanto unitamente ai castelli di Fiungo, Campolarzo (con rocca), Castel Ramundo (con rocca), Crisperi, Castel Sancto Venanzo, Statte, Borgiano, Croce, Vestignano, Pieve Faveri, Cessapalumbo, Coldepetra (con rocca). Erano ricompresi nello stesso Terziero nove vile (Dinazano, Piacusano, Gorgiano e Lancianello, Colseverivo, Valvegenano, Agello (con rocca), Valcimarra, Monasterio, Letegge) e due rocche senza ville (Torre de Fanula, Torre de Beregna).
Nel 1810 Montalto e le frazioni di Villa, Valle e Tribbio appartengono al comune di Valcimarra all'interno del Cantone di Camerino, Distretto di Camerino, Dipartimento del Musone.
Intervenuta la Restaurazione, il papa Pio VII riformò la pubblica amministrazione dello Stato della Chiesa con motu proprio Quando per ammirabile disposizione del 6 luglio 1816, suddividendo il territorio pontificio in diciassette delegazioni apostoliche più la comarca di Roma. Le delegazioni o province erano distinte in tre classi. Il territorio marchigiano fu ripartito in sei delegazioni: Camerino, Urbino e Pesaro, Ancona, Macerata, Fermo e Ascoli. Montalto unitamnete a Col di Pietra, Croce, Pieve Favera, Statte, Pozzuolo, Valdiea e Campolarzo continuano ad appartenere al comune di Valcimarra.
Nella Chiesa di San Benedetto (XIII secolo) nel 1526 Giovanni Andrea De Magistris datò I Misteri del Rosario affrescati all'esterno della nicchia della parete sinistra, mentre la Madonna e Bambino interna e Sant'Antonio abate del nicchione di rimpetto sono del 1544. Nella casa della comunità, annessa al castello si rifugiarono e furono catturati prima dell'eccidio i partigiani.
Popolazione di Montalto:

1699 = 340 

1829 = 322 

1912 = 356

#### Tribbio
La frazione Tribbio, che deve il proprio nome alla sua posizione: trivium=incrocio, si trova proprio sotto al Castello di Montalto. Parte del paese è il Palazzo Simonelli che riveste una importanza strategica per il turismo del Comune di Cessapalombo. Un tempo appartenuto alla famiglia Simonelli, soggetto a continui ampliamenti, diventò nel settecento un complesso nel quale si svolgevano tutte le attività agricole dei mezzadri, per conto della famiglia signorile. Divenne anche una residenza estiva.
L'attuale configurazione nasce da un restauro attento e consapevole della struttura settecentesca che ha lasciato intatti i volumi e le disposizioni interne. Sono stati utilizzati materiali quali legno, pietra e cotto che caratterizzano le costruzioni rurali.
Al piano terra ospita uffici e servizi: il Punto Turistico Informativo della Proloco e la Casa del Parco. Questi offrono, ogni tipo di accoglienza e di informazioni utili.
Il primo piano funge da ostello, con le sue camere arredate e dotate di servizi interni capaci di ospitare fino a 32 persone. Si aggiungono due dépendance esterne, indipendenti e capaci di ospitare altri due nuclei familiari. AI piano interrato troviamo la cucina dell’ostello.
Il Museo delle Carbonaie ed il Museo della Nostra Terra occupano le restanti parti del piano terra e seminterrato. Entrambi contengono una esauriente documentazione fotografica delle carbonaie ed alcuni oggetti in uso nell’antica tradizione contadina. al suo interno c'è l'ex chiesa si Santa Lucia, in parte affrescata.
Nel 1829 conta 95 anime.

#### Col di Pietra
Anticamente Collis Petre; si erge sulla sinistra del fiume Fiastrone e rappresentava l'ultimo baluardo a difesa del vasto sistema di rocche e castelli del ducato di Camerino. La Rocca di Col di Pietra che si erge a picco sul fiume Fiastrone, segue le vicende del territorio al quale appartiene; di proprietà Casauriense prima e dei Varano poi (fin dalla seconda metà del sec XII), ha scopo prettamente militare e difensivo. Oggi restano solo alcuni ruderi, che testimoniano la presenza della torre di guardia e di alcuni saloni voltati. Poco più in basso sorge il Borgo di Col di Pietra con la chiesa dedicata a San Giovanni (Sancti lohannis supe Flussorium: cioè sopra il Fiastrone) già citata in documenti del 995. Il borgo, nel corso dei secoli ha perso la struttura originaria; l'attuale configurazione, molto probabilmente, risale ai primi dell'Ottocento. All’epoca dei Comuni il castello apparteneva a Filippo di Morico, il quale lo vendette al Comune di Camerino; successivamente passò ai Varano che lo utilizzarono a scopo offensivo durante le lotte fra Signorie.
Nel 1829 conta 26 anime.

#### Prato
Nel 1829 conta 48 anime.

#### Monastero
In frazione Monastero, fuori dal centro abitato ed in posizione isolata, è possibile ammirare l'Abbazia di San Salvatore, conosciuta anche con il nome di Santa Maria in Insula. Sulla base di uno scritto di San Pier Damiani ed osservando le forme architettoniche e i pochi caratteri originali, pare essere stata fondata nel 1009 da San Romualdo che trasformò i locali di una precedente villa romana nell’Abbazia.
San Romualdo nacque nel 952 e morì il 19 giugno del 1027 all'età di 75 anni. Nel suo peregrinare nel Camerinese abbracciò la Regola di San Benedetto cercando di riaffermare la necessità della vita eremitica.
Intorno al 1050 i monaci, per obbedienza e sotto il Vescovo di Camerino Atto, furono costretti a trasferirsi nella Chiesa di San Pietro di San Ginesio e a lasciare la loro abbazia. A quel tempo tutto il territorio era sotto la giurisdizione del Vescovo di Camerino.
Circa 200 anni dopo, per ordine di Onofrio III, furono costretti a ritornare presso l’abbazia, pena la soppressione dell’Ordine. Lasciarono la Chiesa di San Pietro ad un sacerdote diocesano e ad un fratello laico.
Quando i monaci vi fecero ritorno alla fine del XIII secolo trovarono tutto il complesso in cattive condizioni ed in stato di abbandono: trasformarono la navata di destra in dormitorio mentre quella di sinistra e la parte absidale furono demolite.
Nel 1260 sempre Onofrio III passò il monastero alla mensa vescovile di Senigallia, diventando quindi di giurisdizione della Diocesi di Spoleto ma, nel 1229, Rinaldo, legato imperiale della Marca di Ancona e Duca di Spoleto, restituì Santa Maria dell'Isola a San Ginesio.
L'originaria costruzione presentava all'esterno quattro torri angolari che avevano con tutta probabilità funzione difensiva, considerata la posizione molto isolata, ed all'interno si sviluppavano tre navate. Del primitivo edificio è rimasta solo la navata centrale, quella di sinistra è crollata e quella di destra è stata modificata e trasformata in loggiato ed abitazione.
Testimonianza originaria è la cripta con volte a crociera sorrette da nove colonne in arenaria munite di pregevoli capitelli scolpiti tra i più antichi delle Marche. Al suo interno furono ritrovati frammenti di laterizio di origine romana. Presenta un affresco di una Madonna con Bambino realizzato nel XIII secolo e di chiara ispirazione ravennate.
Nel portico di entrata è presente un affresco raffigurante San Giorgio che uccide il drago. All’interno invece, in due nicchie contrapposte, è possibile ammirare due affreschi attribuibili ad Andrea De Magistris raffiguranti uno La Vergine e la Maddalena e l'altro Santa Lucia con Santa Caterina.
Tra il 1960 ed il 1970 Padre Natale Sartini, frate minore e parroco di Monastero si impegnò a fondo, assieme alla gente del luogo, per riportare alla luce l’Abbazia cercando di eseguire degli accurati restauri, compresi i ruderi dell’ala nord sepolti dalla terra. A causa della mancanza di fondi e di un progetto organico, riuscì purtroppo solo in parte nell’intento.
Nel 1829 conta 127 anime.

#### Valle di Montalto
Anticamente Villa Vallis. Nella piccolissima frazione è ubicata la Chiesa di San Vito Martire, menzionata la prima volta nella visita pastorale del vescovo Francesco Giusti di Camerino nel 1696.
Nel 1829 conta 84 anime.
Sempre il 22 marzo 1944, stesso giorno dell'eccidio di Montalto, pattuglie nazifasciste composte da soldati del G.N.R. - Btg. IX Settembre - 2ª Compagnia e della Divisione Tedesca Brandenburg, procedono a mirati rastrellamenti nella frazione Valle di Montalto, catturando il Sottotenente di Artiglieria Achille Barilatti "n.d.b. Gilberto della Valle" unitamente alla sua compagna di origine greca Dita Maraschi.
Nel contempo alcuni fascisti fanno irruzione nel palazzo Formaggi dove, nella soffitta, trovano rifugio Capponi Nazzareno, classe 1925, Bendetti Ezio, classe 1922, Bocci Piero, classe 1922, Baldoni Nicola classe 1922 e Bartocci Feltre, classe 1903 noto antifascista membro del Comando della brigata “Spartaco”. Bartocci Feltre, armato di pistola, è pronto a reagire, qualora i fascisti facciano ingresso nella soffitta tuttavia, gli spari conseguenti all'arresto del Ten. Barilatti inducono i fascisti ad uscire dal palazzo permettendo ai rifugiati di guadagnare la fuga saltando dalla finestra che si affaccia sulla chiesa di San Vito facendo perdere le loro tracce.
Il giorno successivo, a conclusione di un sommario processo svoltosi presso il palazzo Paparelli di Muccia (sede del Battaglione "M"), il Ten. Barilatti verrà fucilato contro il muro di cinta del cimitero di Muccia.

#### Villa di Montalto

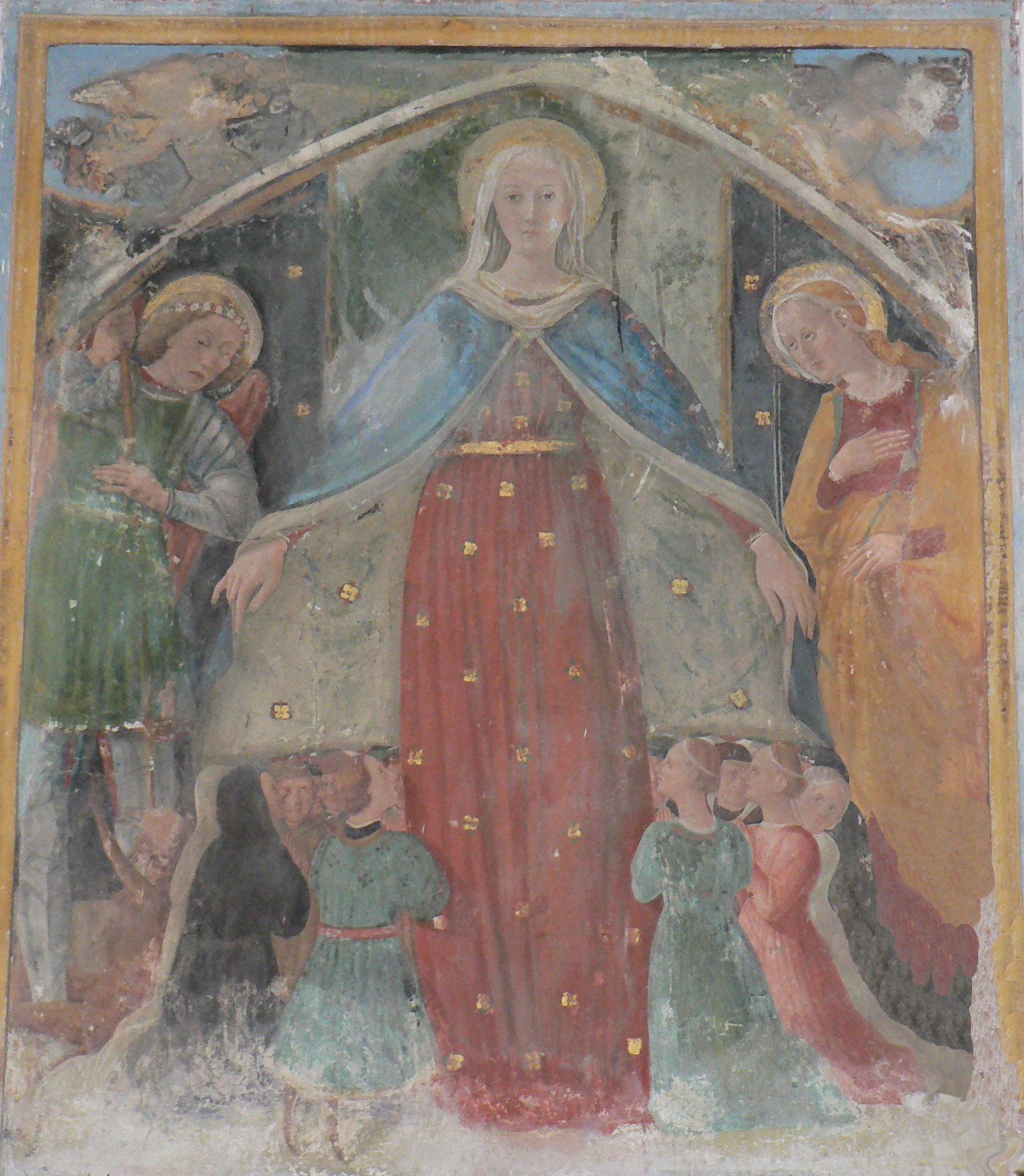
Madonna della Misericordia (1468)

La Chiesa di Santa Maria Ausiliatrice ospita l'affresco della Madonna della Misericordia, San Michele arcangelo, Santa Caterina d`Alessandria e devoti (datato 1468) del Maestro dell'Annunciazione di Spermento (Girolamo Angelo d'Antonio?) (già attribuito a Girolamo di Giovanni).
Nel 1829 conta 143 anime.

## Sport

### Calcio
La squadra locale si chiama Palombese ed ha disputato anche il campionato di Seconda Categoria, ma ora milita in Terza.